# Den lille prins
Den lille prins (fransk: Le Petit Prince) er et eventyr skrevet på fransk af forfatteren Antoine de Saint-Exupéry i 1943.
Bogen er oversat til omkring 300 forskellige sprog og dialekter. Og med mere end to millioner solgte eksemplarer årligt er den en af de mest solgte bøger overhovedet.

## Handling
Eventyrets fortæller nødlander med sit fly i Sahara-ørkenen og møder her en dreng eller ung mand, som han omtaler som "den lille prins". Den lille prins fortæller om sit liv, herunder livet på sin lille hjemplanet, hvor han som ung fik tiden til at gå med at rense planetens små vulkaner og holde jorden fri for baobabtræer.